# Holotrichia bengalensis
Holotrichia bengalensis är en skalbaggsart som beskrevs av Brenske 1894. Holotrichia bengalensis ingår i släktet Holotrichia och familjen Melolonthidae. Inga underarter finns listade i Catalogue of Life.